# 台湾关木通
台湾关木通（学名：Isotrema shimadae）是马兜铃科关木通属的一种植物。分布于台湾和日本。
马金双将台湾关木通并入柔叶关木通。